# زبان‌های اینوئیت
زبان‌های اینوئیت (Inuit languages) گروه از زبان‌های بومی آمریکا هستند که به‌طور سنتی در سراسر شمالگان آمریکای شمالی و تا حدی در زیرشمالگان لابرادور گویش می‌شوند. زبان‌های یوپیک رایج در غرب و جنوب آلاسکا و در شرق دور روسیه با این خانواده مرتبط هستند. اینوئیت‌ها اصولاً در سه کشور گرینلند (پادشاهی دانمارک)، کانادا و ایالات متحده (به ویژه سواحل آلاسکا) زندگی می‌کنند.
ارزیابی کل جمعیت اینوئیت‌ها که به زبان‌های سنتی خود صحبت می‌کنند دشوار است، زیرا بیشترین تعداد داده‌ها به اطلاعات سرشماری خودگزارشی متکی هستند که ممکن است میزان کاربرد یا دانش فرد را به درستی منعکس نکند. سرشماری‌های گرینلند شمار گویندگان انواع زبان‌های اینوئیت را تقریباً ۵۰٬۰۰۰ نفر برآورد می‌کند. طبق سرشماری سال ۲۰۱۶ کانادا، از جمعیت ۱٬۶۷۳٬۷۸۵ نفری یا ۴٬۹٪ بومی، ۶۵٬۰۳۰ نفر (۰٫۲٪) اینوئیت هستند که ۳۶٬۵۴۵ نفر اینوئیت را به عنوان زبان مادری خود گزارش دادند. این دو کشور عمده گویندگان انواع زبان اینویتی را در بر می‌گیرند، اگرچه حدود ۷٫۵۰۰ آلاسکایی از جمعیت بیش از ۱۳٫۰۰۰ نفری اینوئیت در این منطقه با اینوئیت صحبت می‌کنند.
زبان‌های اینوئیت در روسیه چند صد گوینده دارند. علاوه بر این، تخمین زده می‌شود ۷٫۰۰۰ گرینلندی اینوئیت در دانمارک زندگی کنند که بدین ترتیب بزرگ‌ترین گروه اینوئیت خارج از گرینلند، کانادا و آلاسکا هستند؛ بنابراین، جمعیت جهانی گویندگان انواع اینوئیت نزدیک به ۱۰۰٫۰۰۰ نفر است.

## پراکندگی جغرافیایی و گونه‌ها

توزیع انواع زبان‌های اینوئیت در شمالگان

### آلاسکا
از حدود ۱۳٬۰۰۰ آلاسکایی اینوپیات، فقط ۳٫۰۰۰ نفر می‌توانند به اینوپیات سخن بگویند که بیشترشان بالای ۴۰ سال سن دارند. اینوپیات آلاسکایی سه گویش دارد:
- کاویراگ
- اینوپیاتون
- مالیمیوتون یا مالیمیوت اینوپیاتون

### کانادا
زبان‌های اینوئیت در قلمروهای شمال غرب کانادا رسمی هستند. عموماً کانادایی‌ها به همه گویش‌های اینوئیت رایج در کانادا اینوکتیتوت می گوبند ولی اصطلاحاتی همچون Inuvialuktun, Inuinnaqtun و Inuttut برای نشان دادن گونه‌های مناطق خاص وجود دارد.

### گرینلند
گرینلند حدود ۵۰٬۰۰۰ نفر گویشور اینوئیت دارد که بیش از ۹۰٪ از آن‌ها به گویش‌های گرینلندی غربی سخن می‌گویند. اینوئیت در گرینلند سه گویش دارد:
- کالالیسوت یا گرینلندی غربی که گویش معیار و زبان رسمی گرینلند است. این زبان ملی معیار از زمان تأسیس مدارس به تمام گرینلندی‌ها آموزش داده می‌شود و واژگان زیادی را از زبان دانمارکی وام گرفته است؛ در حالی که زبان‌های اینوئیت کانادا و آلاسکا تمایل به گرفتن واژگان از انگلیسی یا گاهی فرانسوی و روسی دارند.
- تونومیسوت یا گرینلندی شرقی گویش شرق گرینلند است. این گویش با سایر گونه‌های اینوئیت تفاوت‌های بسیاری دارد و دارای ۳٫۰۰۰ گویشور است.[۶]
- اینوکتون یا گرینلندی شمالی کوچک‌ترین و شمالی‌ترین گویش اینوئیت گرینلند با کمتر از ۱۰۰۰ گویشور که در حال انقراض است.[۶]

## مقایسه واژگان
| فارسی | یوپیک مرکزی | اینوپیات        | اینوکتیتوت بافین شمالی | گرینلندی |
| ----- | ----------- | --------------- | ---------------------- | -------- |
| فرد   | yuk         | iñuk [iɲuk]     | inuk                   | inuk     |
| سرما  | kaneq       | kaniq           | kaniq                  | kaneq    |
| رود   | kuik        | kuuk            | kuuk                   | kuuk     |
| بیرون | ellami      | siḷami [siʎami] | silami                 | silami   |